# Б'єрн Феррі
Б'єрн Ларс Йоганнес Ерік Феррі (швед. Björn Lars Johannes Erik Ferry; нар. 1 серпня 1978, Стенселе, Вестерботтен, Швеція) — шведський біатлоніст, олімпійський чемпіон, чемпіон світу.